# 枚方市立樟葉小学校
枚方市立樟葉小学校（ひらかたしりつ くずはしょうがっこう）は、大阪府枚方市南楠葉二丁目にある公立小学校。

## 沿革
明治時代初期の1873年に、当時の交野郡楠葉村に設置された学校を起源としている。当時の校名は、村の名前から「楠葉」小学校と称していた。その後1889年の町村制の施行により楠葉村は隣の船橋村と合併して樟葉村となり、校名も新しい村の名前をとって「樟葉」の表記に改められた。樟葉村は1938年11月3日に枚方町（現在の枚方市）に編入合併したことで「樟葉」の地名表記は消滅したが、学校の名前は「樟葉」の表記のまま現在に至っている。
- 1873年6月1日 - 堺県第七区郷学校分校として創立。楠葉村・船橋村の2村を通学区域とする。
- 1873年9月 - 堺県六十六番小学校に改称。
- 1875年8月 - 公立楠葉小学校に改称。
- 1887年4月 - 交野郡楠葉尋常小学校に改称。
- 1889年10月 - 町村制施行により楠葉村・船橋村が合併して樟葉村が発足したことに伴い、交野郡樟葉尋常小学校に改称。
- 1896年 - 郡の合併により、北河内郡樟葉尋常小学校と称する。
- 1908年4月 - 高等科を併設。北河内郡樟葉尋常高等小学校に改称。
- 1934年9月21日 - 室戸台風で校舎倒壊。
- 1935年12月 - 現在地に移転。
- 1941年4月1日 - 国民学校令により、北河内郡樟葉国民学校に改称。
- 1947年4月1日 - 学制改革により、枚方町立樟葉小学校に改称。
- 1947年8月1日 - 枚方市の市制施行により、枚方市立樟葉小学校に改称。
- 1962年5月 - 校地拡張。
- 1972年4月1日 - 従来の校区の一部を、新設の枚方市立樟葉南小学校校区へ分離。
- 1974年4月1日 - 従来の校区の一部を、新設の枚方市立樟葉西小学校校区へ分離。
- 1979年4月1日 - 従来の校区の一部を、新設の枚方市立樟葉北小学校校区へ分離。

## 通学区域
- 枚方市 楠葉丘1丁目、楠葉中之芝1丁目（一部）、楠葉野田1丁目（一部）、楠葉野田2丁目（一部）、町楠葉1丁目・2丁目、南楠葉1丁目・2丁目。

卒業生は基本的に枚方市立楠葉中学校に進学する。

## 交通
- 京阪本線 樟葉駅 北東へ約1.4km。
- 京阪バス 中くずはバス停 南東へ約500m。